# إنبني
كان إنبني، الملقب أيضًا بأمن منخو، مسؤولًا مصريًا قديمًا في الإمبراطورية المصرية، في عهد الملكة حتشبسوت الحاكمة (حوالي 1508–1458 قبل الميلاد) من الأسرة الثامنة عشر. كان إنبني نائبًا للملك في كوش، لذلك كان أحد أهم المسؤولين في الديوان الملكي، الذي يحكم المقاطعات المصرية في النوبة. تم توثيق إنبني لأول مرة في السنة 18 من حكم الملكة حتشبسوت؛ هناك نقش مؤرخ آخر ينتمي إلى العام 20، بينما في حوالي عام 22/23 تم تعيين نحي معينًا نائبًا لملك كوش. إنبني يحمل اسمين.
لفترة طويلة كان يعتقد أن هذه الأسماء تشير إلى شخصين مختلفين. ومع ذلك، فقد أظهر نقش يرجع تاريخه إلى العام 20 في عهد تحتمس الثالث أن كلا الاسمين يشيران إلى شخص واحد ونفس الشخص. في النقوش، غالبًا ما يتم محو اسمه، مما يدل على أنه شعر بالعار في نهاية حياته المهنية. تم تخزين تمثال كتلة له في المتحف البريطاني (EA1131) على الرغم من عدم عرضه. يُعرف إنبني من العديد من النقوش الصخرية في النوبة. لا يعرف الكثير عن عائلته. لا يُعرف سوى شقيقه، النائب (إدنو) والمشرف على جس بر سايماو.